# The World’s 50 Best Restaurants
The World’s 50 Best Restaurants (50 лучших ресторанов мира) — рейтинг ресторанов по версии авторитетного журнала The Restaurant Magazine на основе опроса шеф-поваров, рестораторов, гурманов и ресторанных критиков по всему миру. Дополнительно к основному рейтингу составляется рейтинг шеф-поваров, который формируется на основе голосов шеф-поваров пятидесяти лучших ресторанов по итогам прошлогоднего рейтинга. Большинство ресторанов-победителей подают блюда высокой кухни, часто топ-рестораны рейтинга специализируются на молекулярной гастрономии.
Абсолютными победителями прошлых лет были рестораны elBulli и «Нома». ElBulli стал победителем рейтинга пять раз в 2002 и 2006—2009 годах, этот результат пока не превзойдён. Ресторан «Нома» занял верхнюю строчку четыре раза в 2010—2012 и в 2014 годах. После третьей победы в рейтинге в 2012 году, по словам шеф-повара Рене Редзепи, в листе ожидания на вечер стояли 1204 клиента, а двумя годами раньше в списке было лишь 14 клиентов. Победа в рейтинге, который иногда называют «кулинарным Оскаром», столь же престижна, как получение звезды в Красном гиде Мишлен. С 2013 года Уильям Рид также публикует региональные списки ресторанов «50 лучших ресторанов Азии» и «50 лучших ресторанов Латинской Америки», а в феврале 2022 года запустил рейтинг «50 лучших ресторанов Ближнего Востока и Северной Африки». Правило, введённое в 2019 году, лишает предыдущих победителей возможности участвовать в конкурсе. Ресторан Noma снова прошёл квалификацию в 2021 году, поскольку закрылся в 2016 году и вновь открылся в новом месте и с новой концепцией.

## Методика
The World’s 50 Best Restaurants формируется голосами «The Diners Club World’s 50 Best Restaurants Academy» — группы из 27 панелей, сформированных специально для этого рейтинга. Весь мир поделен на 27 регионов, в каждом регионе назначен председатель, признанный лучшим знатоком ресторанов в своём регионе. Каждый председатель в своём регионе формирует группу из 35 знатоков. Члены этих групп составляют общее жюри.
Предварительный список номинаций не составляется. Каждый член международного жюри представляет голоса за любые семь ресторанов по своему личному выбору. Чтобы обеспечить представительство разных регионов, судьям предлагают голосовать за три ресторана из своего региона и за четыре — из других мест. Член жюри не вправе голосовать за свой ресторан, а также за заведение, в котором у него имеется экономический интерес. Выбирать полагается среди ресторанов, в которых член жюри ел в течение последних 18 месяцев, хотя проконтролировать соблюдение этого правила невозможно.
Критерии отличаются от тех, которые используется в Красном гиде Мишлен или других ресторанных обзорах. Это обстоятельство дало возможность ресторанам традиционной или молекулярной кухни, таким как Momofuku Ssam Bar, Asador Etxebarri и St. John, успешно конкурировать с ресторанами высокой кухни, такими как The Fat Duck, Les Ambassadeurs или The French Laundry.
Рейтинг неоднократно критиковали. Мэтью Форт (англ. Matthew Fort) в The Guardian в 2003 году назвал методику шарлатанством Французский ресторанный обозреватель и критик Франсуа-Режи Гаудри (фр. François-Régis Gaudry) считает рейтинг недостаточно надёжным, а испанский шеф-повар Мартин Берасатеги (исп. Martín Berasategui) даже обвинял рейтинг в фальсификации и использовании марки авторитетной международной организации исключительно для того, чтобы нанести ущерб Красному гиду Мишлен.

## Результаты рейтинга по годам
| World’s Best Restaurant |                       |                       |                       |
| Год                     | 1 место               | 2 место               | 3 место               |
| 2002                    | elBulli               | Gordon Ramsay         | The French Laundry    |
| 2003                    | The French Laundry    | elBulli               | Le Louis XV           |
| 2004                    | The French Laundry    | The Fat Duck          | elBulli               |
| 2005                    | The Fat Duck          | elBulli               | The French Laundry    |
| 2006                    | elBulli               | The Fat Duck          | Pierre Gagnaire       |
| 2007                    | elBulli               | The Fat Duck          | Pierre Gagnaire       |
| 2008                    | elBulli               | The Fat Duck          | Pierre Gagnaire       |
| 2009                    | elBulli               | The Fat Duck          | Noma                  |
| 2010                    | Noma                  | elBulli               | The Fat Duck          |
| 2011                    | Noma                  | El Celler de Can Roca | Mugaritz              |
| 2012                    | Noma                  | El Celler de Can Roca | Mugaritz              |
| 2013                    | El Celler de Can Roca | Noma                  | Osteria Francescana   |
| 2014                    | Noma                  | El Celler de Can Roca | Osteria Francescana   |
| 2015                    | El Celler de Can Roca | Osteria Francescana   | Noma                  |
| 2016                    | Osteria Francescana   | El Celler de Can Roca | Eleven Madison Park   |
| 2017                    | Eleven Madison Park   | Osteria Francescana   | El Celler de Can Roca |
| 2018                    | Osteria Francescana   | El Celler de Can Roca | Mirazur               |
| 2019                    | Mirazur               | Noma                  | Asador Etxebarri      |
| 2021                    | Noma                  | Geranium              | Asador Etxebarri      |
| 2022                    | Geranium              | Central               | Disfrutar             |
| 2023                    | Central               | Disfrutar             | Diverxo               |
| 2024                    | Disfrutar             | Asador Etxebarri      | Table by Bruno Verjus |

## Выбор шеф-поваров по годам
| Chefs’ Choice Award |                       |                |                        |
| Год                 | Ресторан              | Расположение   | Место в общем рейтинге |
| 2004                | Tetsuya’s             | Сидней         | 19                     |
| 2005                | elBulli               | Росас          | 2                      |
| 2006                | Pierre Gagnaire       | Париж          | 3                      |
| 2007                | The Fat Duck          | Брэй (Беркшир) | 2                      |
| 2008                | Mugaritz              | Рентерия       | 4                      |
| 2009                | Noma                  | Копенгаген     | 3                      |
| 2010                | The Fat Duck          | Брэй (Беркшир) | 3                      |
| 2011                | Osteria Francescana   | Модена         | 4                      |
| 2012                | Mugaritz              | Рентерия       | 3                      |
| 2013                | Alinea                | Чикаго         | 15                     |
| 2014                | D.O.M.                | Сан-Паулу      | 7                      |
| 2015                | Eleven Madison Park   | Нью-Йорк       | 5                      |
| 2016                | El Celler de Can Roca | Жирона         | 2                      |
| 2017                | Central               | Лима           | 5                      |